# Radnice v Augsburgu
Augsburská radnice, německy Augsburger Rathaus, je významná architektonická památka v německém městě Augsburg považovaná za jeden z nejdůležitějších projevů architektonické renesance na sever od Alp. Postavena byla v letech 1615–1624 na místě starší gotické budovy, architektem a stavitelem Eliasem Hollem, příslušníkem tradičního místního stavitelského rodu, který má na svém kontě i řadu dalších budov ve městě a byl ve svém návrhu silně ovlivněn pobytem v Toskánsku. Ceněna byla vždy především jím navržená fasáda a vnitřní členění budovy. Dvě osmihranné věže byly do projektu doplněny dodatečně, aby stavba působila monumentálněji. Od roku 1828 nebyla radnice viditelná z hlavního náměstí, neboť ji zakryla budova burzy, tu však srovnalo se zemí britské bombardování za druhé světové války, 25. února 1944, takže od definitivního odklizení zbytků budovy burzy je radnice znovu z náměstí viditelná a je de facto jeho součástí. I sedmipatrová radnice byla bombardováním poškozena, ale na rozdíl od jiných budov byla kompletně zrekonstruována a od roku 1955 zde znovu sídlí vedení města. Před ustavením stálého říšského sněmu v Řezně roku 1663 na augsburské radnici několikrát zasedal Říšský sněm, v proslulém Zlatém sále (Goldener Saal), jehož výtvarnou výzdobu zajistil v 17. století německý malíř Johann Matthias Kager a Vlám Peter Candid. V roce 1690 na radnici Josef I. Habsburský pořádal slavnostní banket k oslavě svého korunování římským králem. Tuto říšskou tradici připomíná říšská orlice na štítě. Zcela na vrcholu stavby je pak kamenná šiška, tradiční symbol Augsburgu.